# Fraterarchibracon rufus
Fraterarchibracon rufus är en stekelart som först beskrevs av Cameron 1912.  Fraterarchibracon rufus ingår i släktet Fraterarchibracon och familjen bracksteklar. Inga underarter finns listade i Catalogue of Life.